# Stephen Harper
Stephen Joseph Harper (Toronto, 30. travnja 1959.), bivši predsjednik Vlade Kanade i vođa Konzervativne stranke.

## Životopis
U mladosti se zaposlio u naftnoj industriji u saveznoj državi Alberti. Tamo je pohađao Sveučilište u Calgaryu, gdje je stekao magisterij ekonomije.
Za vrijeme školovanja podržavao je Liberalnu stranku, te bio članom njene omladinske organizacije. No, njegov boravak u Alberti i iskustva u naftnoj industriji natjerali su ga da odbaci liberale i njihovu naftnu politiku, te se sredinom 1980ih pridruži Progresivnoj konzervativnoj stranci. Vrlo se brzo i tamo razočarao te 1987. bio jedan od sudionika osnivačke skupštine desničarske Reformske stranke, koja se zalagala za veću autonomiju zapadnih provincija u okviru Kanadske konfederacije.
Harper se prvi put za Parlament natjecao 1988. godine, ali je proglašen od konzervativnog kandidata. Godine 1993. izabran je kao zastupnik izborne jedinice Calgary West. S vremenom se zbog stavova koje je držao ekstremnim, počeo ograđivati od Reformske stranke i pridruživati se ljudima koji čine napore da Progresivna konzervativna stranka - gotovo zbrisana na izborima 1993. - i Reformska stranka ujedinile kako bi stvorile desnu alternativu dominirajućim liberalima.
Ti napori nisu urodili plodom, ali se Harper uključio rad Kanadske alijanse, nove stranke koja bi ujedinila bivše članove Reformske i Progresivne konzervativne stranke. Godine 2002. na stranačkim izborima pobjeđuje vođu Alijanse Stockwella Daya i biva novim predsjednikom.
U listopadu 2003. dugi i naporni pregovori između progresivaca i Alijanse završavaju stvaranjem nove Konzervativne stranke. 20. ožujka 2004. Harper postaje vođom te stranke. Tu je stranku vodio na istogodišnjim izborima, i unatoč porazu, dobio pohvale zbog povećanja desničarskih zastupnika.
Na izborima godine 2006.-, konzervativci osvajaju relativnu većinu u Donjem domu kanadskog Parlamenta, a on 23. siječnja dobiva mandat za sastavljanje manjinske vlade.
6. veljače postaje kanadskim premijerom.

## Vanjske poveznice
- Biografija  Arhivirana inačica izvorne stranice od 13. siječnja 2006. (Wayback Machine)